# Emmanuel Maurice d'Elbeuf
Emmanuel Maurice de Lorraine, né le 20 décembre 1677 , issu de la Maison de Lorraine, mort à Paris le 17 juillet 1763, fut le cinquième duc d'Elbeuf, et pair de France de 1748 à 1763 (après la mort de son frère Henri de Lorraine), comte de Lillebonne, comte de Rieux, baron d'Ancenis, etc.

## Biographie
Il était fils de Charles III de Lorraine-Guise, troisième duc d'Elbeuf, et d'Elisabeth de La Tour d'Auvergne, sa deuxième épouse, nièce de Henri de La Tour d'Auvergne, vicomte de Turenne.
En 1706, il passe au service de l'empereur Joseph Ier qui le fait lieutenant général de sa cavalerie à Naples. Cela déplut à Louis XIV qui lui fit un procès pour désertion et le fait pendre en effigie. En 1709, il découvre par hasard les ruines de la ville antique d'Herculanum, non loin de Naples.
En août 1719, il revient en France, où il est réhabilité et rétabli dans ses possessions françaises.
Il épouse en premières noces à Naples le 25 octobre 1713 Marie Thérèse de Stramboni (morte en 1745), issue d'une famille napolitaine, fille de Jean Vincent de Stramboni, duc de Salza.
Après leur mariage, tous deux résident principalement en Lorraine, à Gondreville, dont le duc Léopold de Lorraine leur concède l'usage de la seigneurie et du château.
Ils y fondent un hôpital tenu par des Frères de la Charité, et s'y construisent une demeure.
Veuf, il se remarie, par contrat passé au château de Vienne le Châtel le 6 juin 1747, avec Innocente Catherine de Rougé du Plessis-Bellière (1707-1794) baronne de Vienne le Châtel et de Rostrenen, fille de Jean Gilles de Rougé, marquis du Plessis-Bellière, et de Florimonde Renée de Lantivy, baronne de Rostrenen. Elle était veuve en premières noces de Jean Sébastien de Kerhoënt, marquis de Coëtenfao.
Il n'eut pas d'enfant de ses deux mariages et le duché d'Elbeuf, dont il hérite de son frère en 1748, passe après lui à son cousin, Charles-Eugène de Lorraine prince de Lambesc et comte de Brionne, descendant d'un frère de Charles II d'Elbeuf et le dernier représentant de la branche française de la Maison de Lorraine.

### Sources
- Georges Poull, La Maison ducale de Lorraine, devenue la Maison Impériale et Royale d'Autriche, de Hongrie et de Bohème, 1991, Nancy, Presses Universitaires de Nancy, p. 441.  (ISBN 2-86480-517-0)
- Christophe Levantal, Ducs et Pairs et Duchés-Pairies laïques à l'époque moderne (1519-1790), 1996, Paris, Maisonneuve & Larose, p. 577.  (ISBN 2-7068-1219-2)